# Sharneyford
Sharneyford – osada w Anglii, w hrabstwie Lancashire, w dystrykcie Rossendale. Leży 28 km na północ od miasta Manchester i 282 km na północny zachód od Londynu.